# 보양음식

보양음식(補陽飮食)은 건강을 보충하기 위해 먹는 음식이다. 한국의 대표적인 보양음식으로는 닭과 인삼을 넣어 만든 삼계탕, 추어탕, 장어구이 등이 있다. 참고로, 허약한 양기를 보충하는 약재로는 인삼을 찌고 말려 만든 홍삼, 녹용 등이 있다.

## 같이 보기
- 삼계탕
- 보신탕
- 육개장
- 추어탕